# Матаморос (Матаморос, Коавила)
Матаморос (шп. Matamoros) насеље је у Мексику у савезној држави Коавила у општини Матаморос. Насеље се налази на надморској висини од 1120 м.

## Становништво
Према подацима из 2010. године у насељу је живело 52233 становника.

### Хронологија
| Година       | 2000                  | 2005                  | 2010                  |
| ------------ | --------------------- | --------------------- | --------------------- |
| Становништво | 44053 (21707 / 22346) | 48511 (23921 / 24590) | 52233 (25834 / 26399) |

### Попис
| \| \| м \| \| \| ж \| \| 0—2 \| 1.555 \| \| \| 1.505 \| \| 3—5 \| 1.727 \| \| \| 1.595 \| \| 6—11 \| 3.487 \| \| \| 3.497 \| \| 12—14 \| 1.653 \| \| \| 1.633 \| \| 15—17 \| 1.626 \| \| \| 1.619 \| \| 18—24 \| 3.213 \| \| \| 3.192 \| \| 60+ \| 2.022 \| \| \| 2.052 \| \| Просек : \| 27,8 \| \| \| 28,4 \| |       |  |  |       |
| |       |  |  |       |
| | м     |  |  | ж     |
| 0—2 | 1.555 |  |  | 1.505 |
| 3—5 | 1.727 |  |  | 1.595 |
| 6—11 | 3.487 |  |  | 3.497 |
| 12—14 | 1.653 |  |  | 1.633 |
| 15—17 | 1.626 |  |  | 1.619 |
| 18—24 | 3.213 |  |  | 3.192 |
| 60+ | 2.022 |  |  | 2.052 |
| Просек : | 27,8  |  |  | 28,4  |

| #   | Индикатор                                                                                        | Вредност |
| --- | ------------------------------------------------------------------------------------------------ | -------- |
| 1   | Становништво од 0 до 2 године                                                                    | 3060     |
| 2   | Мушко становништво од 0 до 2 године                                                              | 1555     |
| 3   | Женско становништво од 0 до 2 године                                                             | 1505     |
| 4   | Становништво са 3 и више година                                                                  | 49005    |
| 5   | Мушко становништво са 3 и више година                                                            | 24194    |
| 6   | Женско становништво са 3 и више година                                                           | 24811    |
| 7   | Становништво са 5 и више година                                                                  | 46792    |
| 8   | Мушко становништво са 5 и више година                                                            | 23047    |
| 9   | Женско становништво са 5 и више година                                                           | 23745    |
| 10  | Становништво са 12 и више година                                                                 | 38699    |
| 11  | Мушко становништво са 12 и више година                                                           | 18980    |
| 12  | Женско становништво са 12 и више година                                                          | 19719    |
| 13  | Становништво са 15 и више година                                                                 | 35413    |
| 14  | Мушко становништво са 15 и више година                                                           | 17327    |
| 15  | Женско становништво са 15 и више година                                                          | 18086    |
| 16  | Становништво са 18 и више година                                                                 | 32168    |
| 17  | Мушко становништво са 18 и више година                                                           | 15701    |
| 18  | Женско становништво са 18 и више година                                                          | 16467    |
| 19  | Становништво од 3 до 5 година                                                                    | 3322     |
| 20  | Мушко становништво од 3 до 5 година                                                              | 1727     |
| 21  | Женско становништво од 3 до 5 година                                                             | 1595     |
| 22  | Становништво од 6 до 11 година                                                                   | 6984     |
| 23  | Мушко становништво од 6 до 11 година                                                             | 3487     |
| 24  | Женско становништво од 6 до 11 година                                                            | 3497     |
| 25  | Становништво од 8 до 14 година                                                                   | 7882     |
| 26  | Мушко становништво од 8 до 14 година                                                             | 3948     |
| 27  | Женско становништво од 8 до 14 година                                                            | 3934     |
| 28  | Становништво од 12 до 14 година                                                                  | 3286     |
| 29  | Мушко становништво од 12 до 14 година                                                            | 1653     |
| 30  | Женско становништво од 12 до 14 година                                                           | 1633     |
| 31  | Становништво од 15 до 17 година                                                                  | 3245     |
| 32  | Мушко становништво од 15 до 17 година                                                            | 1626     |
| 33  | Женско становништво од 15 до 17 година                                                           | 1619     |
| 34  | Становништво од 18 до 24 године                                                                  | 6405     |
| 35  | Мушко становништво од 18 до 24 године                                                            | 3213     |
| 36  | Женско становништво од 18 до 24 године                                                           | 3192     |
| 37  | Женско становништво од 15 до 49 година                                                           | 14024    |
| 38  | Становништво са 60 и више година                                                                 | 4074     |
| 39  | Мушко становништво са 60 и више година                                                           | 2022     |
| 40  | Женско становништво са 60 и више година                                                          | 2052     |
| 41  | Однос између мушкараца и жена                                                                    | 97.86    |
| 42  | Становништво од нуле до 14 година                                                                | 16652    |
| 43  | Становништво од 15 до 64 године                                                                  | 32736    |
| 44  | Становништво од 65 година и више                                                                 | 2677     |
| 45  | Просечан број деце                                                                               | 2.48     |
| 46  | Становништво рођено у ентитету                                                                   | 47388    |
| 47  | Мушко становништво рођено у ентитету                                                             | 23482    |
| 48  | Женско становништво рођено у ентитету                                                            | 23906    |
| 49  | Становништво рођено у другом ентитету                                                            | 4429     |
| 50  | Мушко становништво рођено у другом ентитету                                                      | 2142     |
| 51  | Женско становништво рођено у другом ентитету                                                     | 2287     |
| 52  | Становништво од 5 година и више резидентно у ентитету у јуну 2005. године                        | 45369    |
| 53  | Мушко становништво старосног доба од 5 година и више, резидентно у ентитету у јуну 2005. године  | 22289    |
| 54  | Женско становништво старосног доба од 5 и више година, резидентно у ентитету у јуну 2005. године | 23080    |
| 55  | Становништво од 5 година и више које је живело у другом ентитету у јуну 2005. године             | 953      |
| 56  | Мушко становништво старије од 5 година које је живело у другом ентитету у јуну 2005. године      | 477      |
| 57  | Женско становништво старије од 5 година које је живело у другом ентитету у јуну 2005. године     | 476      |
| 58  | Становништво од 3 године и више које говори аутохтони језик                                      | 42       |
| 59  | Мушко становништво старо 3 године и више које говори аутохтони језик                             | 20       |
| 60  | Женско становништво старо 3 године и више које говори аутохтони језик                            | 22       |
| 61  | Становништво од 3 године и више које говори аутохтони језик и не говори шпански језик            | 1        |
| 62  | Мушко становништво старо 3 године и више које говори аутохтони језик и не говори шпански         | 0        |
| 63  | Женско становништво старо 3 године и више које говори аутохтони језик и не говори шпански језик  | 1        |
| 64  | Становништво старо 3 године и више које говори аутохтони језик и шпански                         | 12       |
| 65  | Мушко становништво старо 3 године и више које говори аутохтони језик и шпански                   | 4        |
| 66  | Женско становништво старо 3 године и више које говори аутохтони језик и шпански                  | 8        |
| 67  | Становништво од 5 година и више које говори аутохтони језик                                      | 41       |
| 68  | Становништво од 5 година и више које говори аутохтони језик и не говори шпански језик            | 1        |
| 69  | Становништво од 5 година и више које говори аутохтони језик и говори шпански језик               | 12       |
| 70  | Становништво у домородачким домаћинствима                                                        | 79       |
| 71  | Становништво са ограничењима у активностима                                                      | 2171     |
| 72  | Становништво са ограниченим ходањем или кретањем, горе или доле                                  | 1196     |
| 73  | Становници са ограничењима вида, чак и уз кориштење сочива                                       | 574      |
| 74  | Становништво са ограничењима говора, комуникације или конверзације                               | 188      |
| 75  | Становништво са ограниченим слухом                                                               | 211      |
| 76  | Становништво са ограничењима при одевању, купању или јелу                                        | 95       |
| 77  | Становништво са ограничењима у опажању или учењу једноставних ствари                             | 73       |
| 78  | Становништво са менталним ограничењима                                                           | 220      |
| 79  | Становништво без ограничења активности                                                           | 49673    |
| 80  | Становништво од 3 до 5 година које не похађа школу                                               | 1583     |
| 81  | Мушко становништво од 3 до 5 година које не похађа школу                                         | 843      |
| 82  | Женско становништво од 3 до 5 година које не похађа школу                                        | 740      |
| 83  | Становништво од 6 до 11 година које не похађа школу                                              | 150      |
| 84  | Мушко становништво од 6 до 11 година које не похађа школу                                        | 85       |
| 85  | Женско становништво од 6 до 11 година које не похађа школу                                       | 65       |
| 86  | Становништво од 12 до 14 година које не похађа школу                                             | 344      |
| 87  | Мушко становништво од 12 до 14 година које не похађа школу                                       | 192      |
| 88  | Женско становништво од 12 до 14 година које не похађа школу                                      | 152      |
| 89  | Становништво од 15 до 17 година похађа школу                                                     | 2021     |
| 90  | Мушко становништво од 15 до 17 година похађа школу                                               | 962      |
| 91  | Женско становништво између 15 и 17 година живота у школи                                         | 1059     |
| 92  | Становништво од 18 до 24 године похађа школу                                                     | 1472     |
| 93  | Мушко становништво од 18 до 24 године похађа школу                                               | 774      |
| 94  | Женско становништво од 18 до 24 године похађа школу                                              | 698      |
| 95  | Становништво од 8 до 14 година које не може да чита и пише                                       | 187      |
| 96  | Мушко становништво старосног доба од 8 до 14 година које не може да чита и пише                  | 114      |
| 97  | Женско становништво старосног доби од 8 до 14 година које не може да чита и пише                 | 73       |
| 98  | Становништво од 15 година и више које је неписмено                                               | 1458     |
| 99  | Мушко становништво од 15 година и више које је неписмено                                         | 730      |
| 100 | Женско становништво од 15 година и више које је неписмено                                        | 728      |
| 101 | Становништво старо 15 и више година без школовања                                                | 1627     |
| 102 | Мушко становништво старо 15 и више година без школовања                                          | 841      |
| 103 | Женско становништво старо 15 и више година без школовања                                         | 786      |
| 104 | Становништво старосног доба 15 и више година са непотпуним основним образовањем                  | 4168     |
| 105 | Мушко становништво старосног доба од 15 година и више са непотпуном основним образовањем         | 2055     |
| 106 | Женско становништво старосног доба 15 и више година са непотпуном основним образовањем           | 2113     |
| 107 | Становништво старо 15 и више година са комплетним основним образовањем                           | 5247     |
| 108 | Мушко становништво старо 15 година и више са комплетним основним образовањем                     | 2440     |
| 109 | Женско становништво старо 15 и више година са комплетним основним образовањем                    | 2807     |
| 110 | Становништво старосног доба 15 и више година са непотпуним средњим образовањем                   | 1847     |
| 111 | Мушко становништво старосног доба од 15 година и више са непотпуним средњим образовањем          | 948      |
| 112 | Женско становништво старосног доба од 15 година и више са непотпуним средњим образовањем         | 899      |
| 113 | Становништво старо 15 и више година са пуним секундарном образовањем                             | 10324    |
| 114 | Мушко становништво старосног доба од 15 година и више са пуним секундарном образовањем           | 5126     |
| 115 | Женско становништво старосног доба од 15 година и више са пуним секундарном образовањем          | 5198     |
| 116 | Становништво старије од 18 година са постосновним образовањем                                    | 10657    |
| 117 | Мушко становништво старије од 18 година са постосновним образовањем                              | 5248     |
| 118 | Женско становништво старије од 18 година са постосновним образовањем                             | 5409     |
| 119 | Просечна оцена школовања                                                                         | 8.74     |
| 120 | Просечан ниво образовања мушке популације                                                        | 8.75     |
| 121 | Просечан ниво образовања женског становништва                                                    | 8.74     |
| 122 | Економски активно становништво                                                                   | 19607    |
| 123 | Економски активна мушка популација                                                               | 13723    |
| 124 | Економски активна женска популација                                                              | 5884     |
| 125 | Становништво које није економски активно                                                         | 18957    |
| 126 | Мушко становништво које није економски активно                                                   | 5170     |
| 127 | Женско становништво које није економски активно                                                  | 13787    |
| 128 | Запослено становништво                                                                           | 18585    |
| 129 | Запослено мушко становништво                                                                     | 12870    |
| 130 | Запослено женско становништво                                                                    | 5715     |
| 131 | Незапослена популација                                                                           | 1022     |
| 132 | Незапослена мушка популација                                                                     | 853      |
| 133 | Незапослена женска популација                                                                    | 169      |
| 134 | Становништво без права на здравствене услуге                                                     | 13722    |
| 135 | Становништво које има право на здравствене услуге                                                | 38273    |
| 136 | Становништво које има право на ИМСС                                                              | 22912    |
| 137 | Становништво које има право на социјално осигурање                                               | 5283     |
| 138 | Становништво које има право на државно социјално осигурање                                       | 120      |
| 139 | Становништво које има право на опште осигурање или здравствено осигурање за нову генерацију      | 8131     |
| 140 | Становништво које је било једном или није било у браку током 12 година и више                    | 11945    |
| 141 | Венчано или уједињено становништво од 12 година и више                                           | 22655    |
| 142 | Становништво које је било у браку или уједињено 12 година и више                                 | 4055     |
| 143 | Становништво са католичком религијом                                                             | 38871    |
| 144 | Протестанти, еванђелисти и библијски следбеници различити од еванђелиста                         | 8243     |
| 145 | Становништво са другим религијама различитим од претходних                                       | 5        |
| 146 | Становништво без религије                                                                        | 4506     |
| 147 | Укупно пописаних домаћинства                                                                     | 12640    |
| 148 | Пописна домаћинства на челу са мушкарцима                                                        | 10009    |
| 149 | Пописна домаћинства на челу са женама                                                            | 2631     |
| 150 | Становништво у пописним домаћинствима                                                            | 52011    |
| 151 | Становништво у пописним домаћинствима на челу са мушкарцима                                      | 42595    |
| 152 | Становништво у пописним домаћинствима на челу са женама                                          | 9416     |
| 153 | Укупно домаћинстава                                                                              | 15291    |
| 154 | Укупно насељених домаћинстава                                                                    | 12695    |
| 155 | Укупно приватних кућа                                                                            | 15236    |
| 156 | Насељени приватни домови                                                                         | 12640    |
| 157 | Укупно насељених приватних кућа                                                                  | 12692    |
| 158 | Ненасељене приватне куће                                                                         | 2224     |
| 159 | Појединачна домаћинства за привремену употребу                                                   | 372      |
| 160 | Становници у насељеним приватним кућама                                                          | 52011    |
| 161 | Насељеност станара у приватним становима                                                         | 4.11     |
| 162 | Просечно становника по соби у приватним насељеним домаћинствима                                  | 1.07     |
| 163 | Појединачна домаћинства са подовима од различитих материјала од земље                            | 12191    |
| 164 | Појединачна домаћинства у приземљу                                                               | 428      |
| 165 | Појединачна домаћинства са једном спаваћом собом                                                 | 3705     |
| 166 | Појединачна домаћинства са две спаваће собе и више                                               | 8914     |
| 167 | Појединачна домаћинства са једним собом                                                          | 405      |
| 168 | Појединачна домаћинства са две собе                                                              | 1806     |
| 169 | Појединачна домаћинства са 3 собе и више                                                         | 10382    |
| 170 | Појединачна домаћинства која имају електрично светло                                             | 12536    |
| 171 | Појединачна домаћинства која немају електрично светло                                            | 81       |
| 172 | Појединачна домаћинства која имају водоводну воду у стамбеном простору                           | 12327    |
| 173 | Појединачна домаћинства која немају водоводну воду у стамбеном простору                          | 274      |
| 174 | Појединачна домаћинства која имају тоалет                                                        | 12333    |
| 175 | Појединачна домаћинства која имају канализацију                                                  | 12105    |
| 176 | Појединачна домаћинства која немају канализацију                                                 | 498      |
| 177 | Појединачна домаћинства која имају електрично светло, довод воде из јавне мреже и канализацију   | 11882    |
| 178 | Појединачна домаћинства без икаквих услова                                                       | 68       |
| 179 | Појединачна домаћинства која имају радио                                                         | 9927     |
| 180 | Појединачна домаћинства која имају телевизор                                                     | 12356    |
| 181 | Појединачна домаћинства која имају фрижидер                                                      | 11745    |
| 182 | Појединачна домаћинства која имају машину за веш                                                 | 9760     |
| 183 | Појединачна домаћинства која имају аутомобил или комби                                           | 5932     |
| 184 | Појединачна домаћинства која имају рачунар                                                       | 3079     |
| 185 | Појединачна домаћинства која имају фиксну телефонску линију                                      | 4703     |
| 186 | Појединачна домаћинства која имају мобилни телефон                                               | 8583     |
| 187 | Појединачна домаћинства која имају приступ интернету                                             | 1829     |
| 188 | Величина локације                                                                                | 10       |